# Borneo Orangutan Survival Deutschland
Der Verein Borneo Orangutan Survival Deutschland e. V. (BOS Deutschland) ist eine politisch unabhängige Umweltorganisation in Deutschland, die sich für Fortbestand und Entwicklung der Orang-Utan-Bestände sowie der dafür notwendigen ausgedehnten Regenwaldgebiete auf Borneo einsetzt. Dies geschieht durch finanzielle Unterstützung sowie Beratung und Evaluation der BOS Foundation in Indonesien und ihrer Projekte. Des Weiteren unterstützt der Verein Aufforstungs- und Renaturierungsprojekte in Sabah (Malaysia). Ebenso klärt der Verein die Öffentlichkeit in Deutschland über die Ursachen der Bedrohung von Regenwald und Orang-Utans auf, unter anderem mit didaktischem Material für Schulen. Dies betrifft vor allem den Raubbau am Regenwald durch Holzeinschlag und die Anlage großer, industriell betriebener Plantagen – letzteres auf Borneo in erster Linie zur Gewinnung von Palmöl.

## Rechtsform und Finanzierung
BOS Deutschland ist ein eingetragener gemeinnütziger Verein. Seine Organe sind die jährlich stattfindende Mitgliederversammlung, der besondere Mitgliederausschuss, der ehrenamtliche Vorstand sowie der Beirat. Sitz des Vereins und der Geschäftsstelle ist Berlin. Der Verein finanziert sich über Mitgliedsbeiträge, private Spenden, Gelder von Unternehmenspartnern wie Werner & Mertz und Weleda und institutionelle Geldgeber, mit denen sowohl die Projekte der BOS Foundation in Indonesien, als auch Projekte anderer Partner in Malaysia unterstützt werden und auch die Arbeit in Deutschland durchgeführt wird. Davon unabhängig können einzelne Projekte gegebenenfalls auch über Stiftungsgelder und ähnliches finanziert werden, z. B. Bildungsarbeit an ausgesuchten Berliner Schulen über Ressourcenproblematik (Papier, Palmöl).

## Gründung und Geschichte

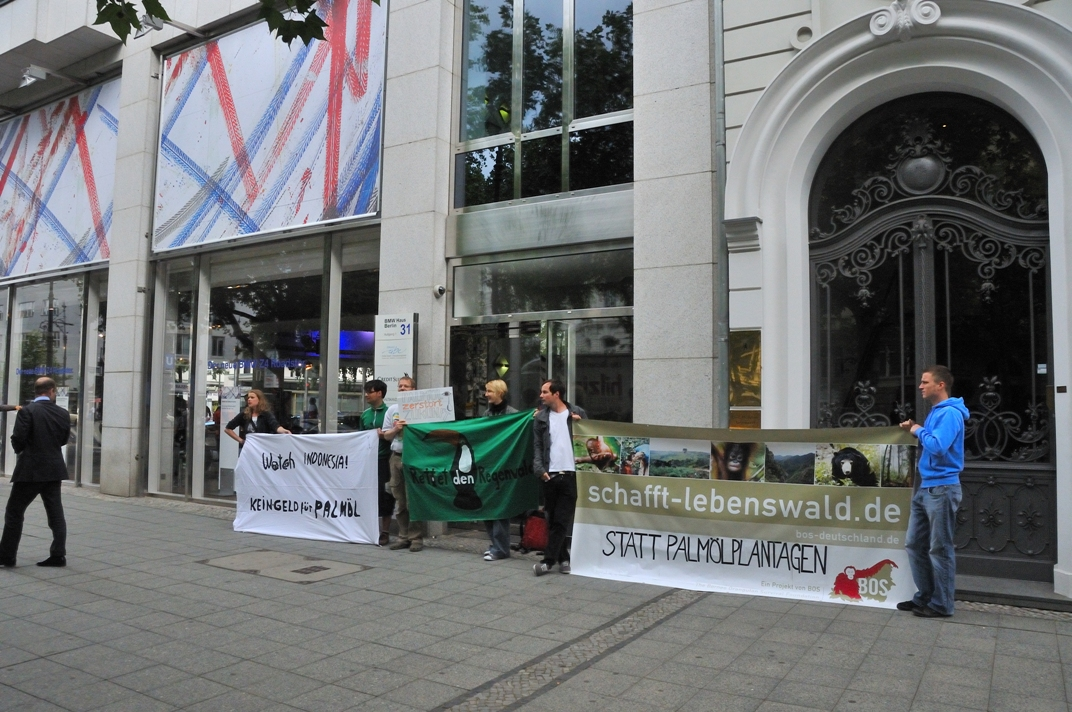
Straßenaktion gegen Raubbau am Regenwald 2009

Die Ärzte Jochen-Peter Collin und Eberhard Kreikemeier waren in der Deutsch-Indonesischen Gesellschaft aktiv und sammelten bereits vor der Gründung von BOS Deutschland Geld zur Unterstützung der BOS Foundation. Der Natur- und Artenschutzcharakter der Initiative ließ jedoch eine Organisation außerhalb der eher kulturell orientierten Deutsch-Indonesischen Gesellschaft zweckmäßig erscheinen, was 2001 zur Gründung von BOS Deutschland führte. In den Folgejahren entwickelte sich der Verein aus einer kleinen privaten Initiative zu einer dauerhaften Nichtregierungsorganisation. 2004 verlegte BOS Deutschland seinen Sitz von Kiel nach Berlin und richtete dort auch eine ständige Geschäftsstelle ein.

## Transparenz und Richtlinien
Der Verein publiziert jedes Jahr einen Jahres- und Finanzbericht, in dem Herkunft und Verwendung der Mittel im Einzelnen erläutert werden.
Im September 2013 wurde BOS Deutschland Mitglied der Initiative Transparente Zivilgesellschaft.

## Geförderte Projekte auf Borneo
BOS Deutschland beteiligt sich neben anderen internationalen Organisationen an der Unterstützung der Aktivitäten der BOS Foundation im Bereich Orang-Utan- und Regenwaldschutz in Indonesien. Außerdem unterstützt BOS Deutschland weitere Aufforstungs- und Artenschutzprojekte auf Borneo.

### Aufforstung in Indonesien
Das etwa 1.800 ha große Gebiet Samboja Lestari in Ost-Kalimantan wurde von BOS Deutschland durch ein eigens dafür entwickeltes Spendenwerkzeug unterstützt: Interessenten konnten online einzelne Quadratmeter des Geländes symbolisch „erwerben“ und per Google Earth den Fortschritt der Aufforstung nachvollziehen. Seit 2011 sind die Aufforstungen im Wesentlichen abgeschlossen und die Arbeit der BOS Foundation konzentriert sich in Samboja Lestari auf Erhaltungsmaßnahmen.
BOS Deutschland unterstützt zudem Aufforstungs- und Renaturierungsmaßnahmen der BOS Foundation in einem über 300.000 ha großen Waldgebiet („Mawas“-Gebiet) in der Provinz Zentralkalimantan, das noch heute zu 80 Prozent aus tropischem Torfwald besteht. Dieses Gebiet war Teil des fehlgeschlagenen „Mega-Reis-Projektes“ unter Diktator Suharto, bei dem große Flächen des Waldes gerodet und zum Reisanbaugebiet gemacht werden sollten. Das Mawas-Projekt ist das größte Projekt der BOS Foundation. Die Region ist Heimat von rund 3.000 Orang-Utans und anderen bedrohten Pflanzen- und Tierarten. Durch das Anpflanzen von mehr als 100.000 Baumsetzlingen und deren fortgesetzter Pflege wurden hier 105 Hektar Torfmoorregenwald aufgeforstet. Neben der Aufforstung bestehen die Renaturierungsbemühungen in der Wiedervernässung des Torfbodens durch die Blockade von Dränagekanälen sowie die nachhaltige Einbindung der ansässigen Dorfbewohner zum langfristigen Schutz des Gebiets. Teil des Projekts ist zudem das Forschungszentrum Tuanan für indonesische und internationale Wissenschaftler.

### Aufforstung in Malaysia
In Sabah arbeitet BOS Deutschland gemeinsam mit dem Rhino and Forest Fund an einem wissenschaftlichen Pilotprojekt, bei dem Ölpalmenplantagen aufgekauft und durch Aufforstung in naturnahen Regenwald umgewandelt werden. So werden nicht nur Lebens- und Naturräume von der Palmölindustrie zurückgewonnen, sondern auch Naturschutzgebiete durch Wildtierkorridore miteinander verbunden. 

### Umweltbildung
Um die Orang-Utans und den Regenwald zu schützen, will BOS Deutschland darüber aufklären, wie eine Änderung des Konsumverhaltens zum Schutz der Orang-Utans beitragen kann. Dazu startete BOS im Jahr 2013 ein Umweltbildungsprojekt, bei dem gemeinsam mit Berliner Schulen komplexe Themen wie Papierverbrauch, Papierrecycling, Palmölproblematik und Regenwaldschutz integriert werden. Die für das Projekt entwickelten und zusammengestellten Materialien werden in Form des Bildungskoffers PaPa-laPapp Schulen und anderen Bildungseinrichtungen kostenfrei zur Verfügung gestellt.